# 토마스 되르플라인

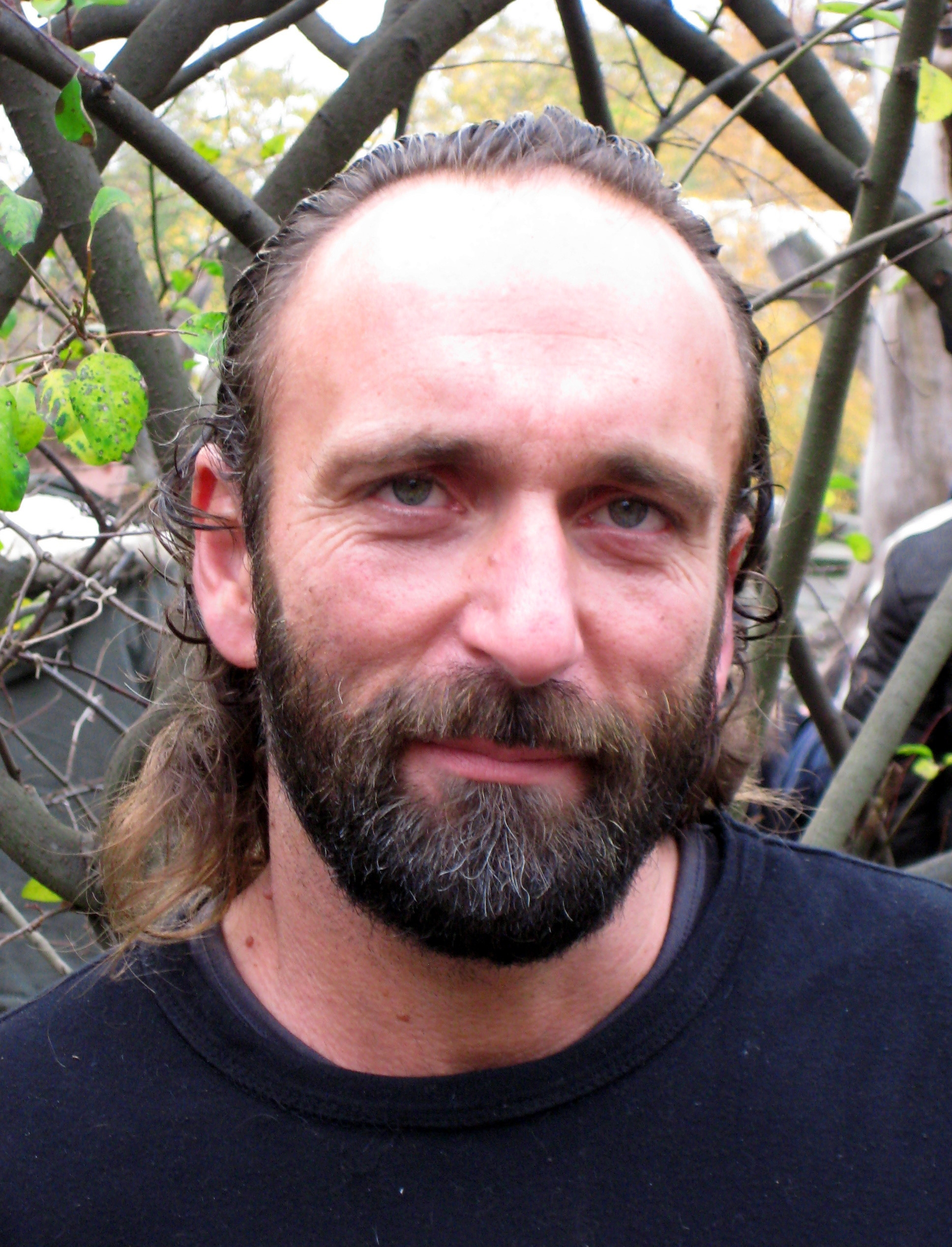
토마스 되르플라인(2007년)

토마스 되르플라인(독일어: Thomas Dörflein, 1963년 10월 13일~2008년 9월 22일)은 베를린 동물원에서 26년 간 근무했던 독일인 동물 사육사였다. 그는 북극곰 크누트가 어미곰에게 버려지자 아기곰 돌보미로 임무를 맡게 되었다. 논쟁의 대상이 된 동물원 사육 방침에 따라 크누트의 사육사로서 친밀한 관계를 유지하였지만 이는 그를 다소 불편한 자리의 유명인이 되게 만들기도 했다.

## 사망

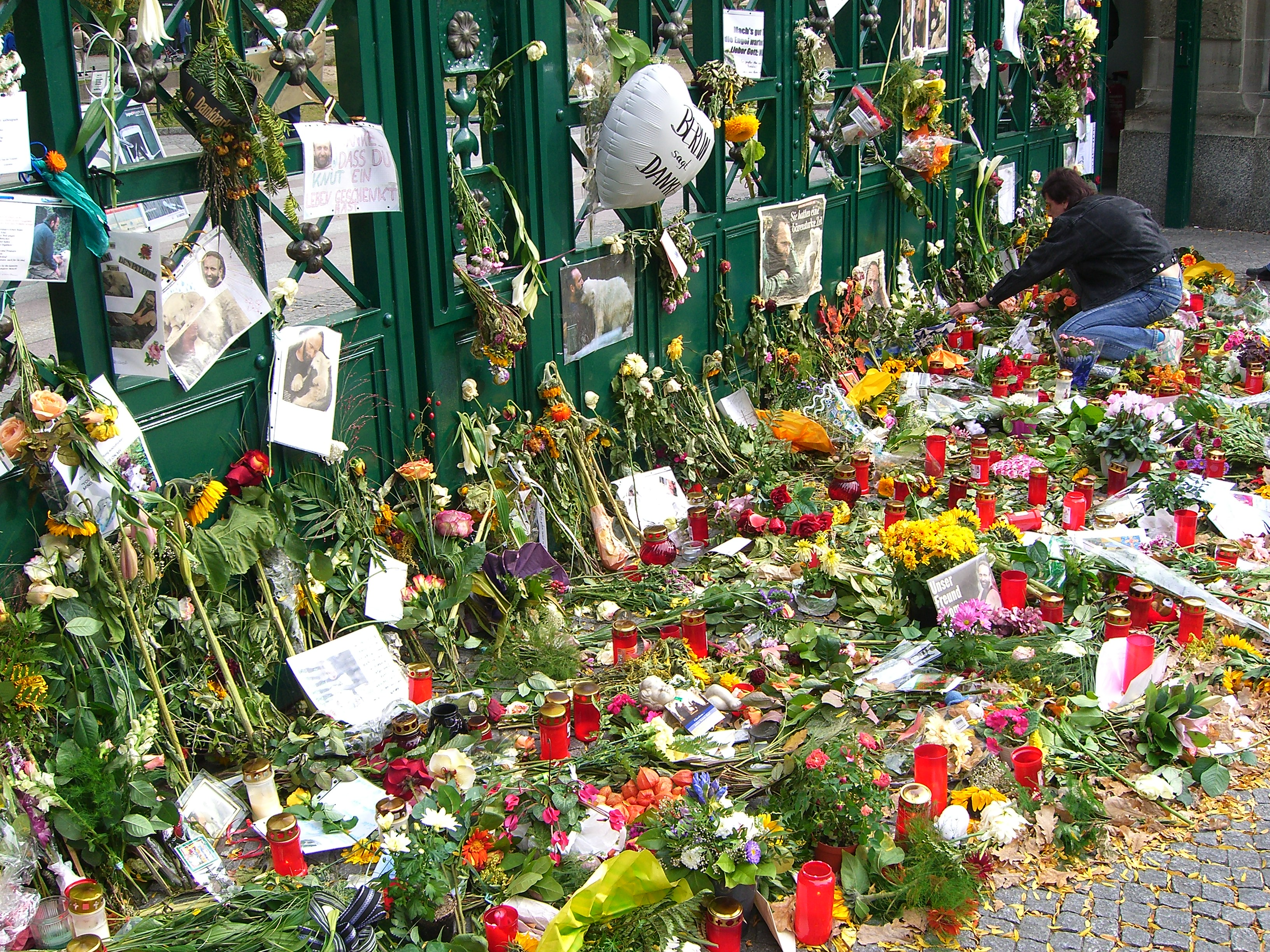
그의 죽음에 애도를 표하는 꽃다발 - 동물원 입구

되르플라인은 방광암을 키워오던 중 갑작스레 심장발작을 일으켜 2008년 9월 22일 44세의 나이로 베를린에서 사망했다.
동물원은 되르플라인의 업적을 기리기 위해 뛰어난 동물사육사를 표창하는 상을 제정했다. 첫 토마스 되르플라인 상은 1천 유로의 상금과 트로피를 받았으며 2009년 6월 시상됐다. 크누트는 2011년 3월 19일 4살의 나이로 숨을 거둬 사육사를 따랐다.

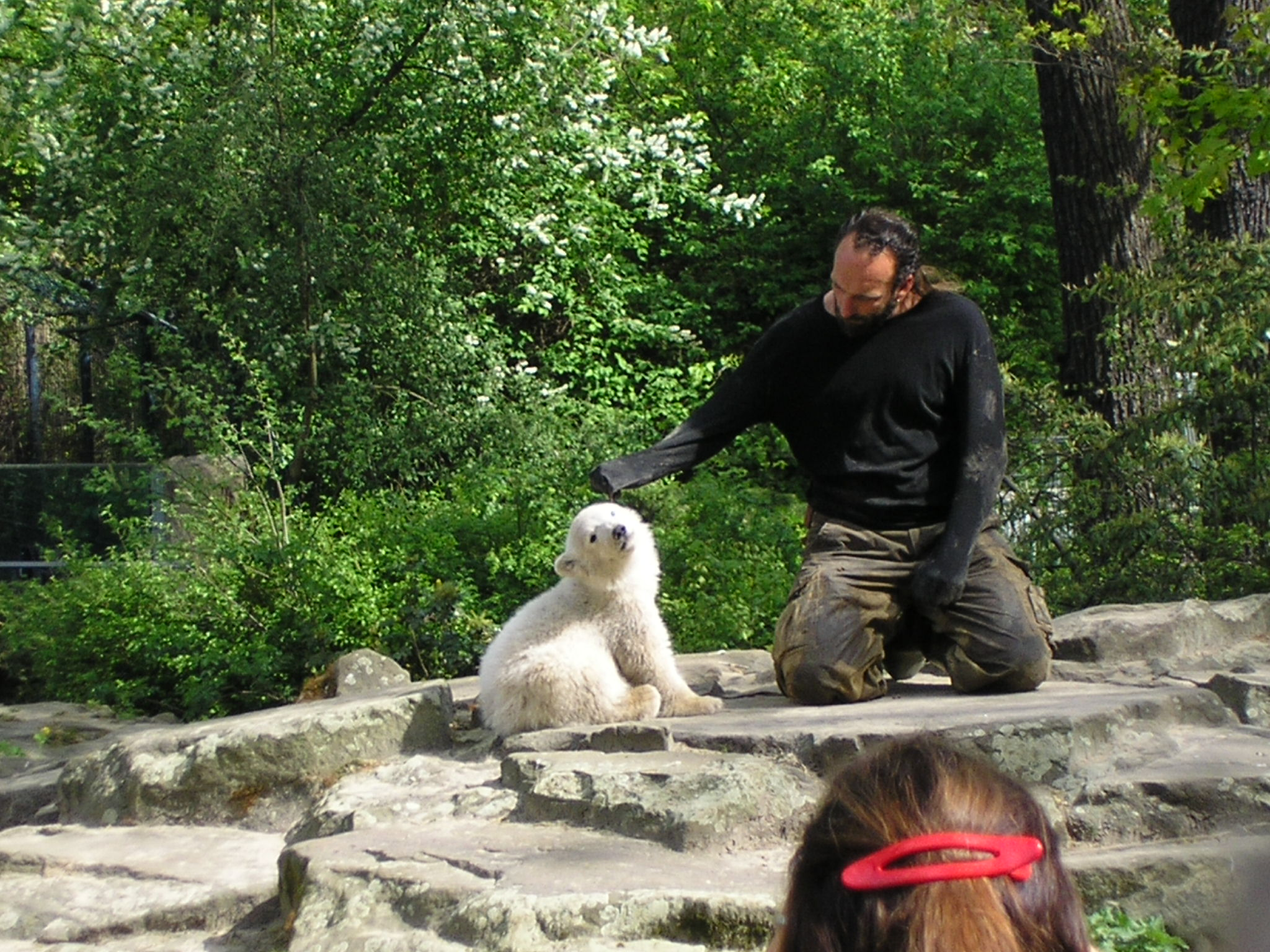
2007년 4월
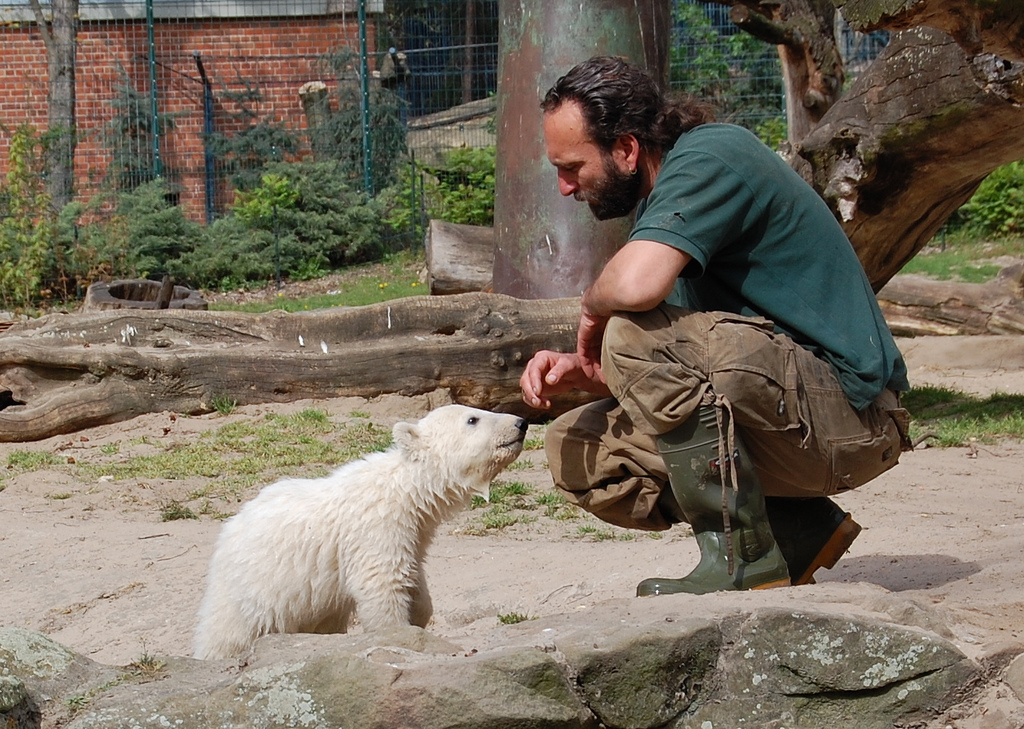
2007년 4월
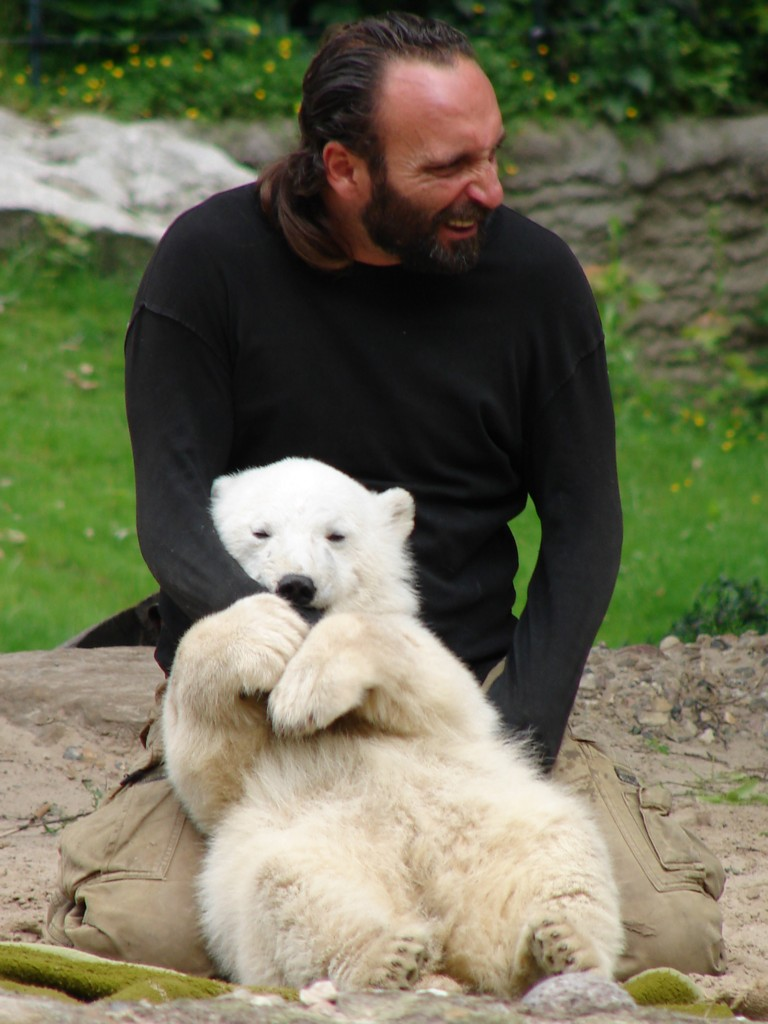
2007년 5월